# 上田剛彦
上田 剛彦（うえだ たけひこ、1974年9月30日 - ）は、朝日放送テレビ（ABC）の社員で元・アナウンサー。

## 来歴
東京都大田区蒲田の出身。血液型はA型で、実家は理容店を営んでいる。國學院高等学校から上智大学外国語学部スペイン語学科へ進学。高校時代の同級生に、お笑い芸人のふかわりょうがいる。
大学卒業後の1998年に、アナウンサーとして朝日放送（当時）へ入社した。同期入社のアナウンサーに、山本モナ（現在はフリーアナウンサー）がいる。入社後は、主に報道・情報番組やラジオパーソナリティを中心に担当。『おはよう朝日です』のリポーターや『ムーブ!』（いずれも朝日放送テレビ）のサブキャスター、ラジオ番組『ABCミュージックパラダイス』のパーソナリティなどを歴任した。2004年のアテネオリンピック開催期間中には、朝日放送代表のリポーターとして、開催地のアテネに派遣。関連会社のスカイ・Aで、テニス中継の実況を担当したこともある。
2010年1月23日から3月13日まで、朝日放送ラジオの報道番組『ニュース探偵局DX』で、後輩アナウンサーの八塚彩美と共にキャスターを担当。同年4月3日以降も、八塚と共に『おはよう朝日土曜日です』（早朝のテレビ番組）で司会を務めていた。2018年の4月改編からは、『キャスト』（『ムーブ!』と同じく平日の夕方に編成されていた朝日放送テレビの関西ローカル向け報道・情報番組）のメインキャスターを、2022年3月30日（水曜日）の最終回まで任されていた。
『キャスト』の終了後は、ラジオ番組を中心に担当。2022年4月2日から2023年7月1日まで放送されていた『上田剛彦のなにわ音楽ハツラツ団』でラジオパーソナリティへ本格的に復帰したほか、『キャスト』への出演開始前まで担当していた定時ニュースのシフト勤務を再開していた。
2024年5月30日（木曜日）に、『ウラのウラまで浦川です』（先輩アナウンサーの浦川泰幸がパーソナリティを務める朝日放送ラジオの生ワイド番組）へ出演。番組内の定時ニュース（『ABCニュース』）を担当した後に、朝日放送（旧法人）への入社直後から配属されていたアナウンス職を翌5月31日付で離れることや、6月1日から朝日放送テレビ事業局内のイベント事業部へ異動することを公表した。この番組をもって、「朝日放送テレビアナウンサー」としての番組出演を終了。ただし、異動前に収録へ臨んでいた「ふるらぼ」（朝日放送グループが運営しているふるさと納税のポータルサイト）のテレビCMが異動後も放送されているほか、「朝日放送テレビのイベント事業部員」として朝日放送ラジオの番組へ出演することもある。

## 人物・エピソード
『ABCミュージックパラダイス』で金曜日のパーソナリティを担当していた2002年には、同番組の企画で、金曜日のパートナー・渡辺たかねと漫才コンビ「楽楽笑」を結成。同年度のM-1グランプリに出場したところ、2回戦まで勝ち残った。ちなみに、コンビ名の「楽楽笑」は、麒麟がコンビ名を決める際の候補になった名前を譲り受けたものである。
スペイン語・フランス語・英語などの外国語を話せるほか、料理やテニスが得意。2010年11月11日には、朝日放送ラジオ創立60周年企画として当日放送の生ワイド番組（『慶元まさ美のおはようパートナー』『おはようパーソナリティ道上洋三です』『ドッキリ!ハッキリ!三代澤康司です』『桑原征平粋も甘いも』『武田和歌子のぴたっと。』『歌謡大全集』）内に組み込まれた「世界の国からおめでとう!」で、生中継のリポーターを務めた。この企画では、世界60カ国の人たちから母国語による「おめでとう」のメッセージをもらうために、早朝から夜間まで関西各地を駆けめぐっていた。
2021年11月、朝日新聞のポッドキャスト「MEDIA TALK」にて、「この言い方、本当嫌いなんですけど、『第４の権力たれ』ってあるじゃないですか。すべての権力を監視して良くないところをつまびらかにするのがメディアの役割っていう。そうなるとほぼ批判」「結局僕らは文句言いしかない」などと発言し、メディア関係者から批判を受けた。

## 出演番組・作品

### 朝日放送（テレビ）のアナウンサー時代

#### テレビ番組
- ABC NEWS（不定期）
- わいど!ABC
- ムーブ!（サブキャスター）
- 必殺仕事人2014（「仇討ち屋」に斬られる町人役 ※その父親役が桑原征平）
- おはよう朝日土曜日です（2010年4月3日 - 2018年3月31日、司会）
- キャスト（2018年4月2日 - 2022年3月30日、メインキャスター）
- あっちこっちAぇ!（2024年4月13日 - 2024年6月8日、ナレーター）澤田有也佳と対で担当。

#### ラジオ番組
- ABCニュース（不定期）

『おはよう朝日土曜日です』の担当期間中は、本番終了後（土曜日の午前10時台以降）の定時ニュースを担当することもあった。
2022年4月から、平日を中心に担当を再開。土曜日の早朝（7・9時台）に『サクサク土曜日　中邨雄二です』内で担当する場合には、メインパーソナリティで先輩アナウンサー（朝日放送テレビシニアアナウンサー）の中邨雄二からの呼び掛けに応じる格好で、7時台のニュース直後に「サクスポ」（スポーツの話題を取り上げるコーナー）へ出演することが（緊急時・異常気象の発生時を除いての）恒例と化している。
- ABCミュージックパラダイス（2001年10月5日 - 2009年7月1日、パーソナリティ）
- おはようパーソナリティシリーズ（『おはようパーソナリティ道上洋三です』時代の2009年からパーソナリティ代理を随時担当）

『おはようパーソナリティ道上洋三です』では、2009年8月17日・18日、2013年8月5日 - 9日、2016年8月8日・9日に、夏季休暇を取得していた道上洋三（先輩アナウンサー）に代わってパーソナリティを担当。道上の脳梗塞発症（2021年9月11日）をきっかけに2022年3月25日（金曜日）放送分で終了したことから、自身がメインキャスターを務めていた『キャスト』では、45年間にわたる『おはようパーソナリティ道上洋三です』の歴史を振り返る特集を最終回の前日（同月29日＝火曜日）に放送していた。
2022年3月28日（月曜日）から『おはようパーソナリティ道上洋三です』の月 - 木曜分を引き継いだ『おはようパーソナリティ小縣裕介です』では、パーソナリティの小縣裕介（先輩アナウンサー）が（上田の入社前から長らく従事しているスポーツ実況や朝日放送グループの内規との兼ね合いで）祝日や全国高等学校野球選手権大会中継（8月上 - 中旬）の期間中および前後に休演する方針をあらかじめ表明している。このような事情から、同年5月3日（火曜日・憲法記念日）以降は、小縣が上記の方針に沿って休演する日にパーソナリティ代理を随時担当。
- パーフェクトジョッキー
- ニュース探偵局DX（2010年1月23日 - 3月13日、メインキャスター）
- 2010年参議院選挙特番（2010年7月11日、スタジオ担当キャスター）
- 上田剛彦のとっておき情報（2010年3月まで） - 2012年4月以降は『古川真希のとっておき情報』として放送。
- 上沼恵美子のこころ晴天（2011年12月まで、月曜パートナー）
- 上田剛彦のミュージック・バイキング（2010年4月6日 - 2012年9月29日、パーソナリティ）
- 上田剛彦のちょびっと（2015年10月19日 - 10月21日）
- イベント倶楽部（ - 2018年4月1日、ナビゲーター）
- 秘密結社　大阪ぴかぴか団（毎週日曜日23:00 - 23:30、後藤ひろひとと共に2019年6月の番組終了までパーソナリティを担当）
- 上田剛彦のなにわ音楽ハツラツ団（2022年4月2日 -  2023年7月1日）

『古川音座衛門』（『キャスト』のサブキャスターで後輩アナウンサーの古川昌希が2021年度の下半期にパーソナリティを務めていた生放送の音楽番組）から、基本の放送枠（土曜日の17:00 - 17：55）を継承。
- 伊藤史隆のラジオノオト（2023年2月28日・3月1日）
  - メインパーソナリティの伊藤史隆（先輩アナウンサー）が朝日放送テレビからの定年退職（2023年3月31日）を前にリフレッシュ休暇を取得したことを受けて、番組のタイトルを変えずにパーソナリティを代行。伊藤が『ラジオノオト』の生放送を休演することは、2017年10月3日にナイターオフ期間限定番組として放送を始めてから（ナイターイン期間中の派生番組を含めても）初めてであった。
- 武田和歌子…and music。（2023年7月30日）
  - パーソナリティの武田和歌子（先輩アナウンサー）が体調不良を理由に出演を見合わせたことを受けて、番組のタイトルを変えずにパーソナリティを代行。
- UP↑↑（2023年度プロ野球オフシーズン限定の生ワイド番組）
  - 『ラジオノオト』前半期（2017 - 2019年度）までの放送枠から火 - 木曜分を継承した番組で、木曜日のパーソナリティを犬塚あさなとのコンビで担当[5]。2023年度の放送終了後にイベント事業部への異動が決まったため、「朝日放送テレビのアナウンサー」としては、テレビを含めても最後のレギュラー番組になった。

### イベント事業部への異動後

#### ラジオ番組
- きっちり!まったり!桂吉弥です（2024年7月26日）
  - 万博記念公園（大阪府吹田市）で2024年9月21日から3日間開催される「CHEF-1グランプリフェス2024～餃子食祭～」（アナウンサー時代に実況を担当していた「CHEF-1グランプリ」初の派生イベント）の告知を兼ねて、「吉弥のきっちり!イチ押し」（午前10時台後半の特集コーナー）に出演。パートナーの塚本麻里衣（アナウンサー時代の後輩）が大の餃子好きであることをイベント事業部異動後の企画会議で自ら訴えたところ、『きっちり!まったり!桂吉弥です』とのコラボレーションブースの設置が急遽決まったことを明かしていた。

### CM
- 「ふるらぼ」（朝日放送グループが運営しているふるさと納税のポータルサイト） 
  - 朝日放送テレビのアナウンサー時代に撮影されたテレビCMで、増田紗織（当時の後輩で自身と同じ東京都の出身）と共演。2022年12月から関西ローカルで放送されているほか、YouTubeやTVerで配信されている。
  - 実際には、「ええんちゃいます? 知らんけど」篇（15秒）と「エアロビ」篇（30秒）で構成。いずれのバージョンでも、増田と一緒にレオタード姿でエアロビクスに取り組みながら、『ふるらぼ』を利用するメリットを、あえて不自然な関西弁であやふやに囁き合う」との演出が為されている[6]。

### 映画
- バースデーカード（朝日放送社員役）
- 映画 スター☆トゥインクルプリキュア 星のうたに想いをこめて（本人役・声の出演[7]）